# Aaron Gordon
Aaron Addison Gordon (San José, California, 16 de septiembre de 1995) es un jugador de baloncesto estadounidense que pertenece a la plantilla de los Denver Nuggets de la NBA. Con 2,03 metros de altura, juega en la posición de alero y ala-pívot.

## Trayectoria deportiva

### Instituto

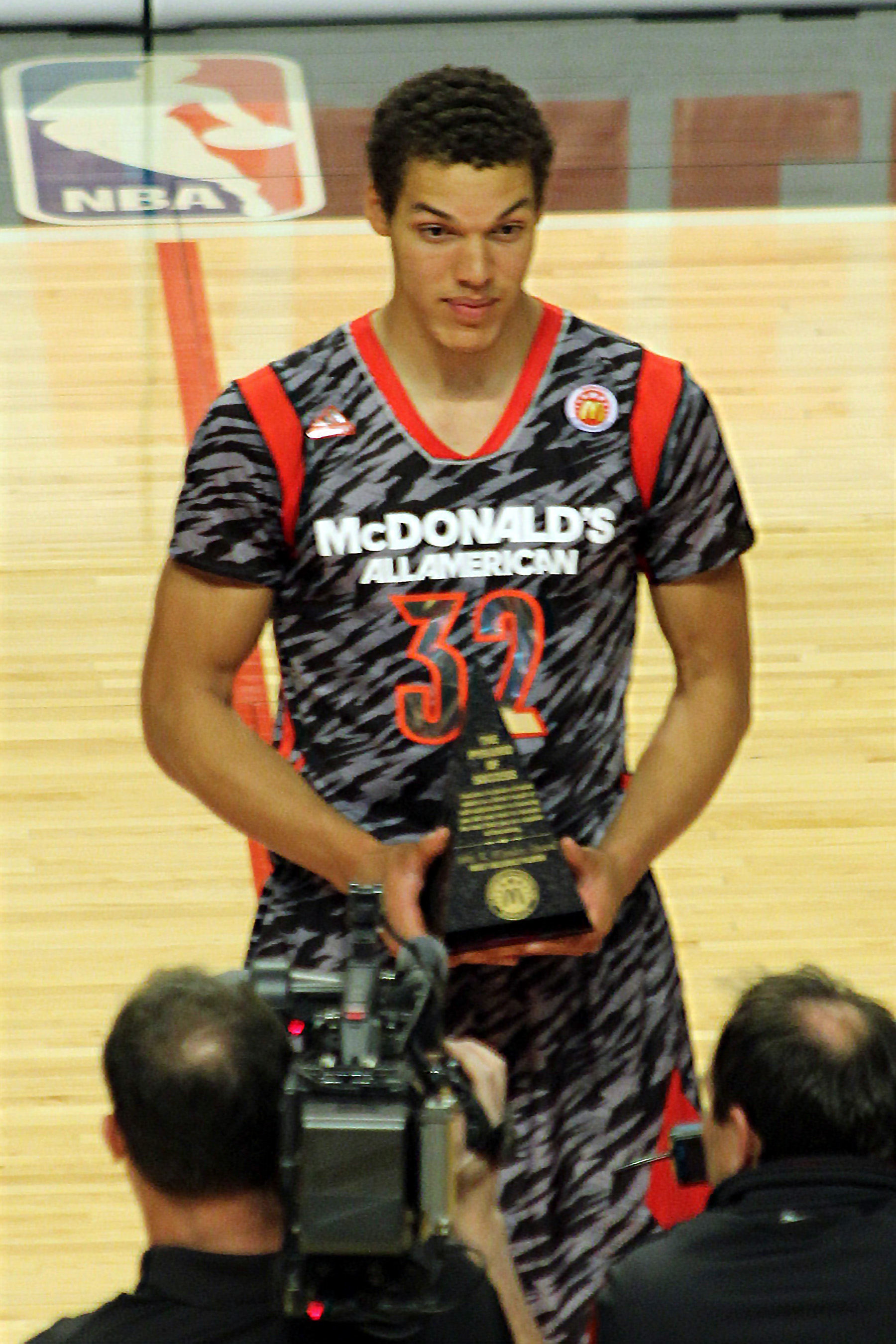
Gordon ganó el MVP del McDonald's All-American Game masculino del 2013.

Gordon asistió al instituto "Arzobispo Mitty High School" (California), donde ganó dos campeonatos de la División II de baloncesto en su segunda y tercera temporada. Jugó y defendió las cinco posiciones en el instituto. Lideró al instituto a su tercer partido por el título estatal consecutivo en su último año, pero su equipo perdió en la final inaugural de la "División Open".
En su primer año como freshman en 2009-10, Aaron fue titular en 28 de 41 partidos y promedió 11,8 puntos, 10,1 rebotes y 2,1 tapones por partido. Aaron también compitió en el equipo de atletismo de la escuela como un lanzador y jugó baloncesto de verano para los Oakland Soldiers.
En su segundo año como sophomore en 2010-11, ayudó a su equipo a ganar el primer título estatal de Mitty en el baloncesto. Ese equipo también capturó las coronas de temporada regular y los playoffs de la WCAL, el título de la División II de la CCS y el campeonato Nor-Cal. El equipo terminó con un récord de 32-2 y cerró la temporada con una racha de 20-0. Fue titular en los 34 partidos y promedió 16,4 puntos, 12,5 rebotes y 3,6 tapones por partido. Anotó 17 puntos y registró un récord del campeonato estatal de 21 rebotes en el partido por el título de 2011.
En su tercer año como júnior, promedió 22,9 puntos, 12,8 rebotes, 2,6 asistencias y 2,3 tapones. En el torneo de baloncesto estatal promedió 27 puntos por partido antes de saber que había estado jugando con mononucleosis. Fue elegido como el Mr. Basketball Estatal al Jugador del Año. El último júnior en ser Mr. Basketball en California fue Tyson Chandler en 2000 y la anterior a esa fue Jason Kidd en 1991.
En su cuarto y último año como sénior, Fue elegido Mr. Basketball del Estado otorgado al Jugador del Año por segundo año consecutivo. Esa temporada promedió 21,6 puntos, 15,7 rebotes, 3,3 tapones y 2,1 asistencias por partido.

### Universidad
Gordon se comprometió con Arizona el 2 de abril de 2013, anunciando su decisión en una conferencia de prensa antes del McDonald's All-American Game del 2013. Después de un partido con 24 puntos, 8 rebotes siendo así líder en el equipo del oeste triunfando con la victoria de 110-99, Gordon fue nombrado MVP del partido. El 13 de febrero de 2014, fue nombrado uno de los 30 finalistas para el premio Naismith Jugador Universitario del Año. Gordon fue elegido Freshman (Debutante) del Año de la Pac-12, también fue nombrado en el mejor quinteto de la Pac-12 y el mejor quinteto de freshman (debutante) de la Pac-12 de 2014.
En abril de 2014, Gordon declaró su elegibilidad para el Draft de la NBA de 2014, renunciando a sus últimos tres años de elegibilidad universitaria.

#### Estadísticas
| Año     | Equipo  | PJ | PT | MPP  | %TC  | %3P  | %TL  | RPP | APP | ROB | TPP | PPP  |
| ------- | ------- | -- | -- | ---- | ---- | ---- | ---- | --- | --- | --- | --- | ---- |
| 2013-14 | Arizona | 38 | 38 | 31.2 | 49.5 | 35.6 | 42.2 | 8.0 | 2.0 | 1.0 | 0.9 | 12.4 |

### NBA

#### Orlando (2014-2021)
El 26 de junio de 2014, Gordon fue seleccionado en la cuarta posición del Draft de la NBA de 2014 por los Orlando Magic. El 2 de julio de 2014, firmó un contrato con los Magic. El 28 de octubre de 2014, Gordon hizo su debut en la NBA contra los New Orleans Pelicans, registrando 11 puntos y 3 rebotes.
Durante el All-Star Weekend de 2016, Gordon quedó segundo en el Concurso de Mates por detrás de Zach LaVine.
Al inicio de su cuarta temporada en Orlando, el 24 de octubre de 2017, consiguió la máxima anotación de su carrera con 41 puntos ante Brooklyn Nets.
El 6 de julio de 2018, Gordon firma una extensión de contrato con los Magic.
En el All-Star Weekend de 2020, volvió a quedar en segunda posición en el Concurso de Mates por detrás de Derrick Jones Jr.

#### Denver (2021-presente)
Durante su séptima temporada en Orlando, el 25 de marzo de 2021, es traspasado a Denver Nuggets a cambio de Gary Harris y R. J. Hampton.
El 14 de septiembre de 2021, acuerda una extensión de contrato con los Nuggets por 4 años y $92 millones.
El 12 de junio de 2023 se proclama campeón de la NBA por primera vez en su carrera tras vencer a Miami Heat en la final de la NBA.
En octubre de 2024 acuerda una extensión de contrato con los Nuggets por cuatro años y $133 millones.
El 7 de marzo de 2025 anotó siete triples, un récord personal, y sumó 27 puntos en una victoria por 149-141 en la prórroga sobre los Phoenix Suns. El 26 de abril anotó 14 puntos y un mate ganador sobre la bocina, el primero en la historia de los playoffs de la NBA, en una victoria de 101-99 contra Los Angeles Clippers en el cuarto partido de la primera ronda, convirtiendo en alley oop un fallído tiro de tres puntos de Nikola Jokić.

## Selección nacional
Gordon fue miembro del equipo de los Estados Unidos en la medalla de oro en el FIBA Sub-16 Américas de 2011 y la medalla de oro en la FIBA Sub-19 de 2013. En el equipo Sub-19 fue el MVP del torneo y fue uno de los cuatro jugadores de la escuela secundaria en el equipo de 13 jugadores, el resto del equipo tenía un año de experiencia en el baloncesto universitario. Fue también miembro del equipo de la Selección Nacional Júnior USA del 2013 y la Selección Nacional de Desarrollo de USA Basketball de 2011-2012.

## Estadísticas de su carrera en la NBA
|  | Denota temporadas en las que fue Campeón de la NBA |

### Temporada regular
| Año     | Equipo  | PJ  | PT  | MPP  | %TC  | %3P  | %TL  | RPP | APP | ROB | TPP | PPP  |
| ------- | ------- | --- | --- | ---- | ---- | ---- | ---- | --- | --- | --- | --- | ---- |
| 2014-15 | Orlando | 47  | 8   | 17.0 | .447 | .271 | .721 | 3.6 | .7  | .4  | .5  | 5.2  |
| 2015-16 | Orlando | 78  | 37  | 23.9 | .473 | .296 | .668 | 6.5 | 1.6 | .8  | .7  | 9.2  |
| 2016-17 | Orlando | 80  | 72  | 28.7 | .454 | .288 | .719 | 5.1 | 1.9 | .8  | .5  | 12.7 |
| 2017-18 | Orlando | 58  | 57  | 32.9 | .434 | .336 | .698 | 7.9 | 2.3 | 1.0 | .8  | 17.6 |
| 2018-19 | Orlando | 78  | 78  | 33.8 | .449 | .349 | .731 | 7.4 | 3.7 | .7  | .7  | 16.0 |
| 2019-20 | Orlando | 62  | 62  | 32.5 | .437 | .308 | .674 | 7.7 | 3.7 | .8  | .6  | 14.4 |
| 2020-21 | Orlando | 25  | 25  | 29.4 | .437 | .375 | .629 | 6.6 | 4.2 | .6  | .8  | 14.6 |
| 2020-21 | Denver  | 25  | 25  | 25.9 | .500 | .266 | .705 | 4.7 | 2.2 | .7  | .6  | 10.2 |
| 2021-22 | Denver  | 75  | 75  | 31.7 | .520 | .335 | .743 | 5.9 | 2.5 | .6  | .6  | 15.0 |
| 2022-23 | Denver  | 68  | 68  | 30.2 | .564 | .347 | .608 | 6.6 | 3.0 | .8  | .8  | 16.3 |
| 2023-24 | Denver  | 73  | 73  | 31.5 | .556 | .290 | .658 | 6.5 | 3.5 | .8  | .6  | 13.9 |
| 2024-25 | Denver  | 51  | 42  | 28.4 | .531 | .436 | .810 | 4.8 | 3.2 | .5  | .3  | 14.7 |
| Total   | Total   | 720 | 622 | 29.3 | .484 | .331 | .693 | 6.2 | 2.7 | .7  | .6  | 13.6 |

### Playoffs
| Año   | Equipo  | PJ | PT | MPP  | %TC  | %3P  | %TL  | RPP | APP | ROB | TPP | PPP  |
| ----- | ------- | -- | -- | ---- | ---- | ---- | ---- | --- | --- | --- | --- | ---- |
| 2019  | Orlando | 5  | 5  | 32.8 | .468 | .400 | .526 | 7.2 | 3.6 | 1.2 | .2  | 15.2 |
| 2021  | Denver  | 10 | 10 | 29.9 | .434 | .391 | .640 | 5.4 | 2.0 | .5  | .3  | 11.1 |
| 2022  | Denver  | 5  | 5  | 32.0 | .426 | .200 | .714 | 7.2 | 2.6 | .4  | 1.2 | 13.8 |
| 2023  | Denver  | 20 | 20 | 35.6 | .518 | .391 | .652 | 6.0 | 2.6 | .6  | .7  | 13.3 |
| 2024  | Denver  | 12 | 12 | 37.1 | .585 | .407 | .821 | 7.3 | 4.4 | .8  | .6  | 14.3 |
| 2025  | Denver  | 14 | 14 | 37.3 | .485 | .379 | .860 | 7.6 | 2.7 | .6  | .4  | 16.2 |
| Total | Total   | 66 | 66 | 34.9 | .498 | .376 | .717 | 6.7 | 2.9 | .6  | .5  | 13.9 |

## Vida personal
Gordon es hijo Ed Gordon y de Shelly Davis. Su padre, fue estrella de San Diego State y, según se informa, fue parte del equipo de fútbol de los New England Patriots como tight end, pero optó por seguir una carrera en el baloncesto.
Aaron es afroamericano y parte nativa estadounidense a través de su tatarabuelo, que era un indio Osage de dos metros de altura.
El hermano mayor de Aaron, Drew Gordon fue también jugador profesional de baloncesto. Su hermana mayor, Elisabeth, jugó a nivel universitario para el equipo de baloncesto femenino de la Universidad de Harvard de 2010 a 2014. 
Cuando tenía ocho años de edad, Aaron se clasificó para competir en los 100 y 200 metros en las Olimpiadas Júnior, pero prefirió jugar un torneo de baloncesto.
En 2018, Gordon actuó en la película Uncle Drew en el papel de Casper, junto a otras estrellas de la NBA.

## Logros y reconocimientos
| Instituto - USA Basketball Male Athlete of the Year (2013) - MVP McDonald's All-American Game MVP (2013) - Jordan Brand All-American (2013) - 2× California Mr. Basketball (2012, 2013) - 2× CIF State (2011, 2012) - 2× CIF State Division II (2011, 2012) - 3× CIF Northern California (2011–2013) - CIF Northern California Open Division (2013) - 2× CIF Northern California Division II (2011, 2012) - 4× CIF CCS (2010–2013) - CIF CCS Open Division (2013) - 3× CIF CCS Division II (2010–2012) - MaxPreps.com All-American First Team (2013) - San Jose Mercury News Player of the Year (2013) - San Jose Mercury News First Team (2013) - Cal-Hi Sports Bay Area CCS Player of the Year (2013) - 3× WCAL (2011–2013) - 3× Ed Fennelly WCAL Player of the Year Award (2011–2013) - 3× All-WCAL First Team (2011–2013) - All-WCAL Second Team (2010) | Universidad - Pac-12 Freshman Student-Athlete of the Year (2014) - Pac-12 All-Tournament Team (2014) - AP Honorable Mention (2014) - NCAA tournament's West Regional All-Tournament Team (2014) - Third team All-America – Sporting News (2014) - USBWA All-District Team (2014) - NABC All-District Second Team (2014) - All-Pac-12 First Team (2014) - Pac-12 All-Freshman Team (2014) - Pac-12 Freshman Player of the Year (2014) - Pac-12 All-Rookie First Team (2014) Selección nacional - Mundial Sub-19 (República Checa 2013) - FIBA Américas Sub-16 (México 2011) - MVP del Mundial Sub-19 (2013) NBA - Campeón de la NBA (2023) |